# Лука Елладський
Лука Елладський (грец. Ὅσιος Λουκᾶς) — монах, візантійський святий канонізований православною церквою, який у 945 році заснував монастир Осіос-Лукас. Він був відомий як пророк, цілитель, здатний лікувати хвороби й виганяти з людей бісів, духовний наставник, хоча і не мав священицького сану.
День вшанування пам'яті Преподобного Луки, єпископа Елладського 7 лютого.

## Житіє преподобного Луки
Лука Елладський народився у грецькому селищі Касторії в липні 896 року. Майбутнього святого хрестили з ім'ям Стефан.
Його батьки були переселенцями. Під час навали арабів в дев'ятому столітті вони бігли з острова Егіна, що лежить при Егейському морі й оселилися в Касторіон (нині Кастрі, недалеко від Дельф). У родині хлопець був третім з семи дітей.
Його батьки Стефан та Єфросинія були бідними хліборобами, тому він з дитинства багато працював у полі та пас овець.
З молодшого віку полюбляв мовчання та тихість, не куштував м'яса, яєць, молока та сиру. В середу та п'ятницю постив аж до заходу сонця, а підживлювався хлібом, водою та зіллям з городу.
Преподобний був стриманий в їжі й з любов'ю розділяв її поміж голодними. Одного разу він віддав жебракам майже все зерно, яке мав посіяти на своєму полі, але Господь винагородив його за милостиню: урожай був зібраний більший, ніж попередні.
Також він роздавав убогим і свій одяг, через що батьки його сварили.
Ще юнаком, після смерті свого батька Стефана, Лука Елладський почав навчатися богомислію та молитвам. Він багато і старанно молився. Його мати Єфросинія не раз бачила, як її син стояв під час молитви не на землі, а в повітрі (від землі підносився).
У 14-річному віці, до їх села зайшли двоє ченців й тоді у юнака з'явилося бажання прийняти постриг й жити чернечим життям. Таємно від матері він пішов разом з ними, а згодом вступив до одного з афінських монастирів, присвячений Божої Матері й прийняв постриг у монаший чин.
Його мати, на той час вже вдова, день і ніч благала Бога повернути їй сина.
Господь почув її молитви: три ночі поспіль настоятеля афінського монастиря турбував один і той же сон: він бачив, як мати Стефана молить Бога про повернення сина. Зрештою ігумен покликав Стефана і в різкій формі велів йому повертатися додому.
Стефан повернувся додому, але через чотири місяці з благословення матері пішов знову, в область під назвою Іоніца, де знаходилася усипальниця з тілами святих Косми та Даміана.
Там він жив на самоті виснажував себе працею, постом та розводив сад й віддавав його плоди усім перехожим. На шляху до Риму у нього зупинилися двоє ченців-паломників. Вони і постригли його у монахи з іменем Лука.
У 917 році на Південну Грецію напали болгари, і Лука разом з сільськими жителями знайшов притулок на сусідньому острові. Розоривши південь континентальної Греції, болгари напали й на острови. Лука мав дар передбачення, але навколишні з його вуст пророцтво про напад не сприйняли й тому і загинули.
Преподобний разом з декількома чоловіками вплав добралися до континенту. Лука перебрався у Коринф, а згодом почувши про подвиги стовпника в Патрах, недалеко від узбережжя затоки Коринф, вирушив до нього і 10 років служив подвижнику зі смиренням і покорою.
Також він жив в області, яка тоді називалася Каламіон (нинішня Залста), але коли на острів знову напали арабські пірати з острова Крит, Лука знайшов тимчасовий притулок на острові Ампелон (зараз він називається Ампелос) у Корінфській затоці.
У 946 році він оселився в Стірісе, де побудував келію, невеликий храм і заклав поруч садок. До нього стали приходити люди, утворилася громада, до якої входили троє ченців: Григорій, Панкратій і Феодосій. У житії святого Луки також згадується ім'я Калі, яка також була черницею-подвижницею і допомагала в справах його громади. Житіє святого Луки складено в основному за тими відомостями, що повідомила Калі.
У кінці свого життя святий Лука почав будівництво великого храму, але до закінчення будівництва не дожив. Святий Лука відійшов до Господа 7 лютого 953 року.
Прожив він 56 років.

## Пророцтва
За двадцять років до самої події передбачив перемогу греків над арабами з острова Крит у 961 році;
Заздалегідь назвав точну дату своєї кончини.
Передбачаючи свою смерть, святий три місяці готувався до відходу, зачинившись в келії. На питання, де його поховати, преподобний відповів: «Киньте моє тіло на поживу звірям». Коли ж братія просила його змінити заповіт, він велів поховати тіло на тому ж місці, де він лежить. Зі словами: «В руки Твої, Господи, віддаю дух мій».

## Нетлінні мощі преподобного Луки

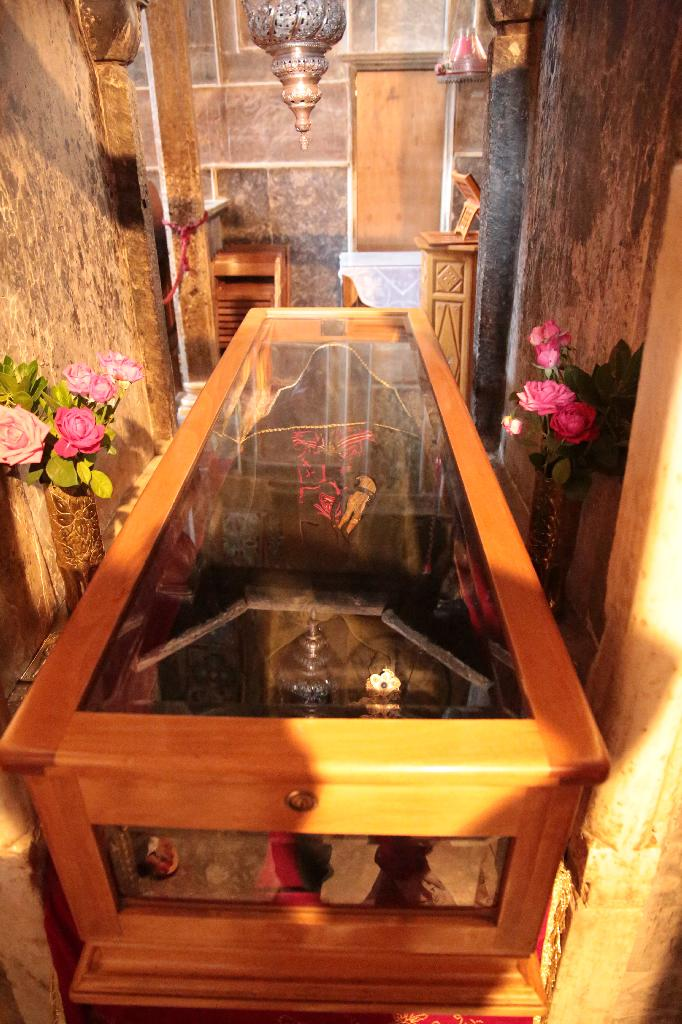
Мощі Луки Елладського

Після кончини святого Луки, його мощі почали миро точити.
Миро накопичувалося на поверхні кам'яного надгробка, і паломники збирали його. Ті, що мастилися, пахучим миро отримували зцілення, криві починали ходити, просвітлювалися сліпі, очищалися прокажені.
У другій чверті XIII століття франкський правитель Ахеї Годфрід II Віллардуін розграбував монастир та вивіз мощі преподобного Луки (які протягом століть перебували в Італії, і лише частка мощей знаходилася на Афоні).
У 1986 р. монастирю з Венеції були повернуті мощі святого Луки і тепер вони знову спочивають в чоловічому монастирі Осіос-Лукас з якого їх колись забрали.

## Монастир Осіос-Лукас

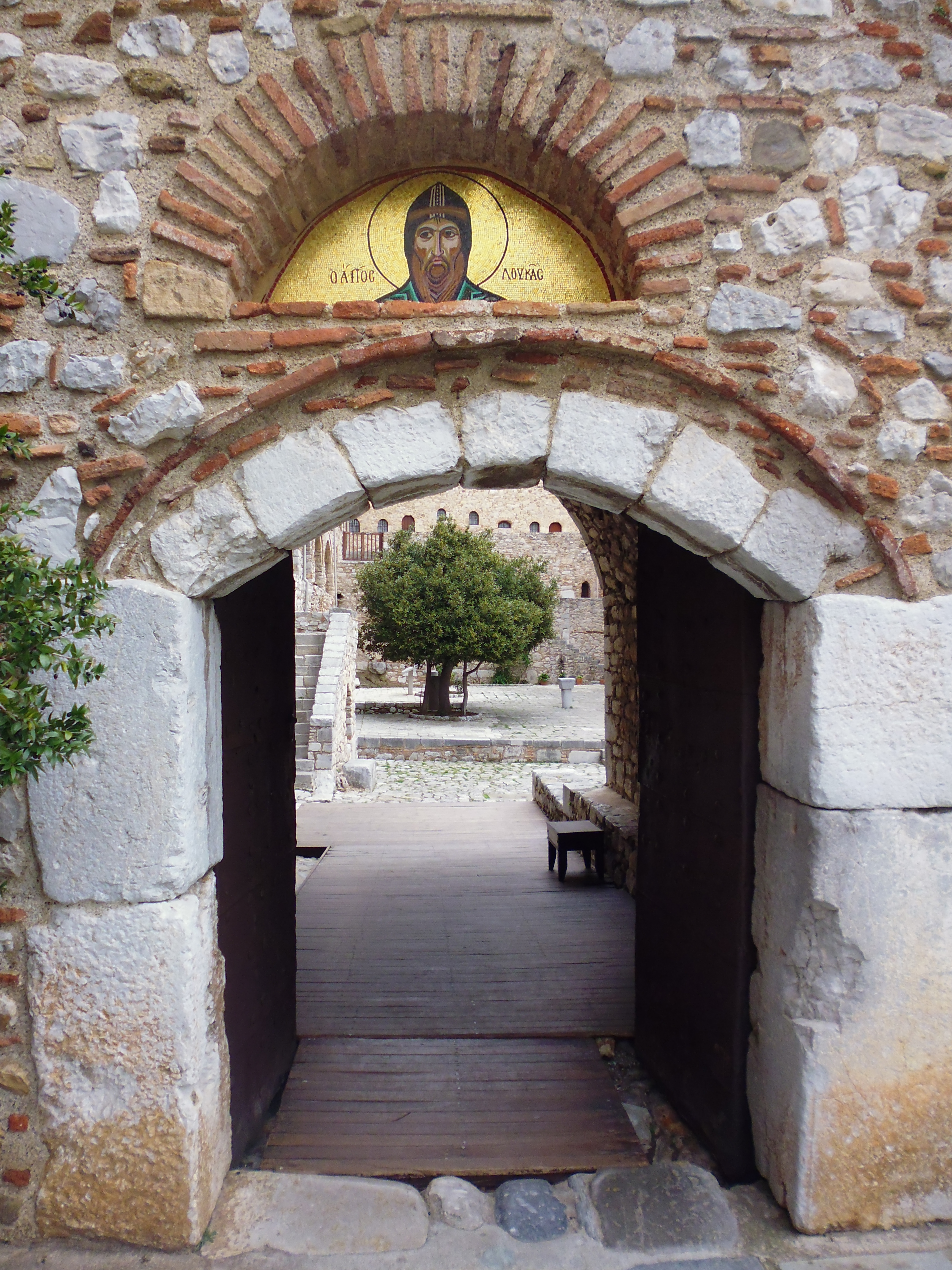
Вхід у монастир Осіос-Лукас

Преподобний Лука заснував монастир у 945 році. Будівництво відбувалось в епоху так званого Македонського ренесансу.
До комплексу монастиря входять:
- Церква Богородиці;
- Центральний храм Кафолікон;
- Крипта Св. Варвари (підземна церква-усипальниця);
- Трапезна палата;
- Декілька двох й трьох поверхові корпуси келій;
- Вежа-дзвіниця;
- Господарські споруди.

Перша церква монастирського ансамблю, присвячена Богородиці збудована ще при його житті.
У 953 році засновник монастиря помер й був похований у своїй келії над якою пізніше була побудована невелика церква святої Варвари.
У 1011 році поряд з церквою святої Варвари побудували великий храм на честь святого Луки, в формі хреста (кафолікон).
Осіос — Лукас це другий храм монастирського ансамблю, побудований в перші десятиліття XI ст. Він більше за розмірами ніж церква Богородиці й має підпільну крипту. Ця центральна церква монастирського ансамблю, була споруджена для спочинку чудотворних мощей преподобного Луки.
Православний чоловічий монастир, що розташований у Греції на західному схилі гори Гелікон між Беотією і Фокідою, незабаром став місцем паломництва, відомий своїми мозаїками часів Македонської династії. У 1990 році він був занесений до списку Світової спадщини ЮНЕСКО.
Нині у монастирі відбуваються богослужіння і він є центром туризму, паломництва та музеєм Візантійського мистецтва, який зберігає всесвітньо відомі мозаїки XI століття.

## Галерея

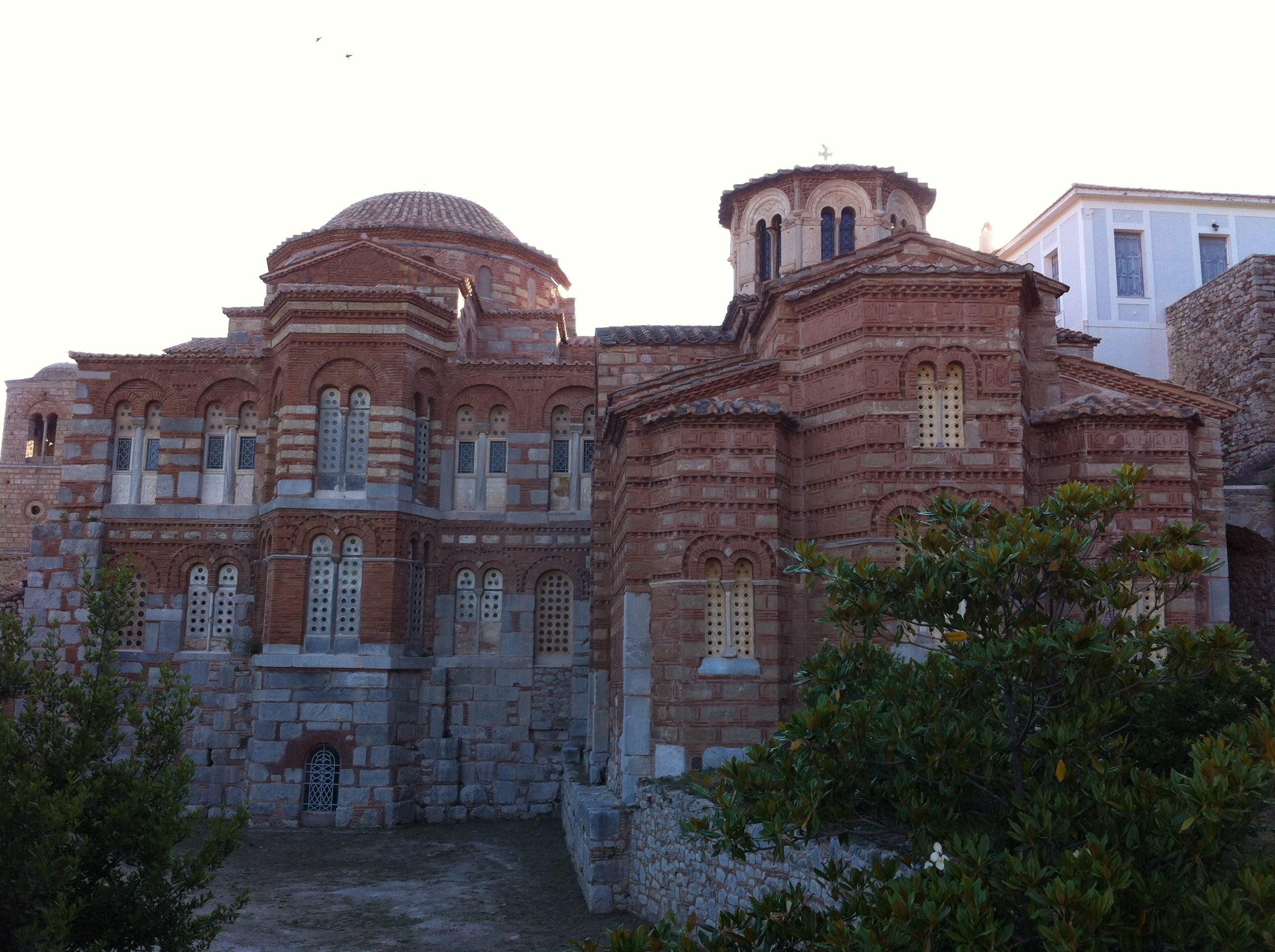
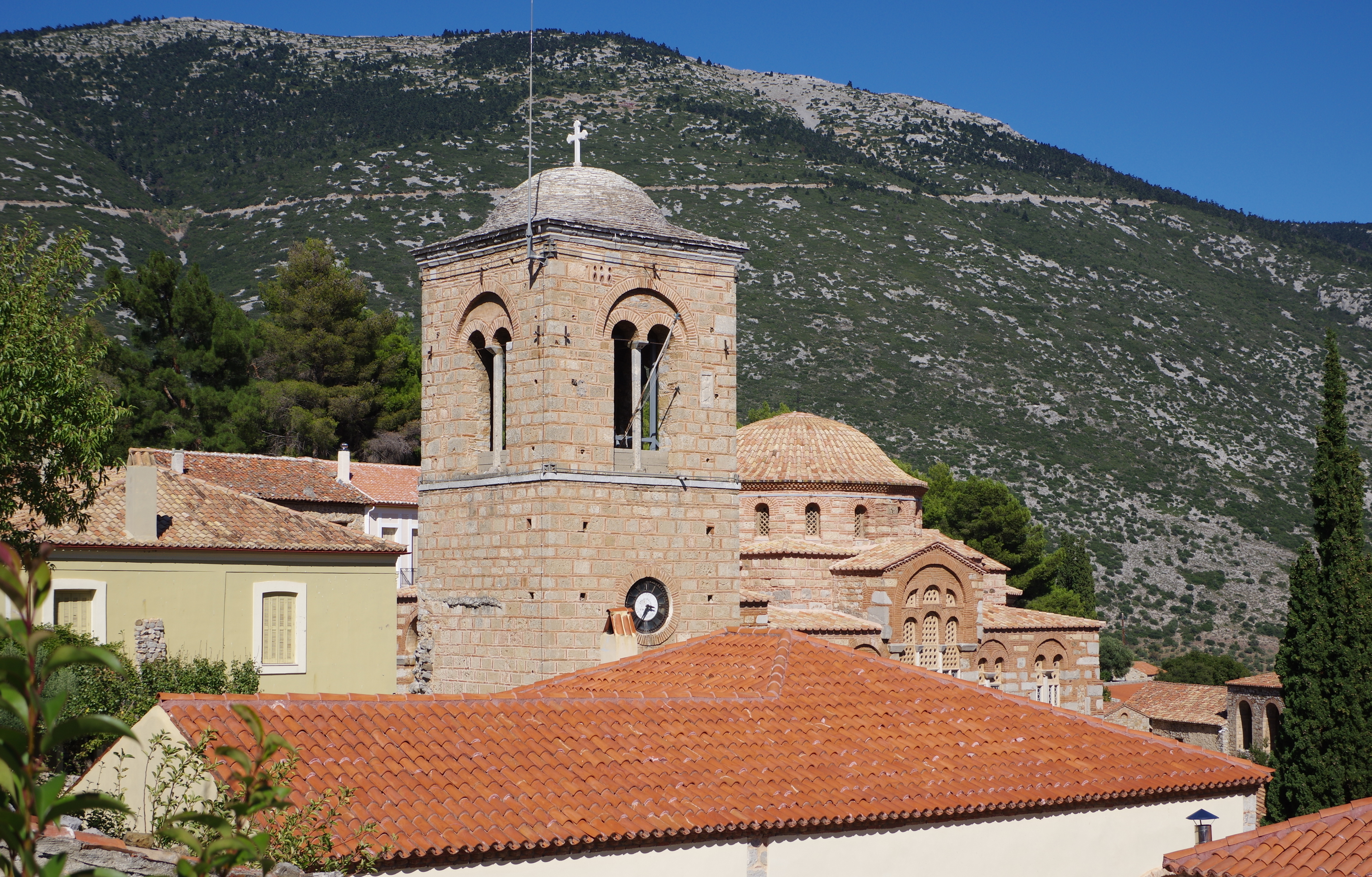
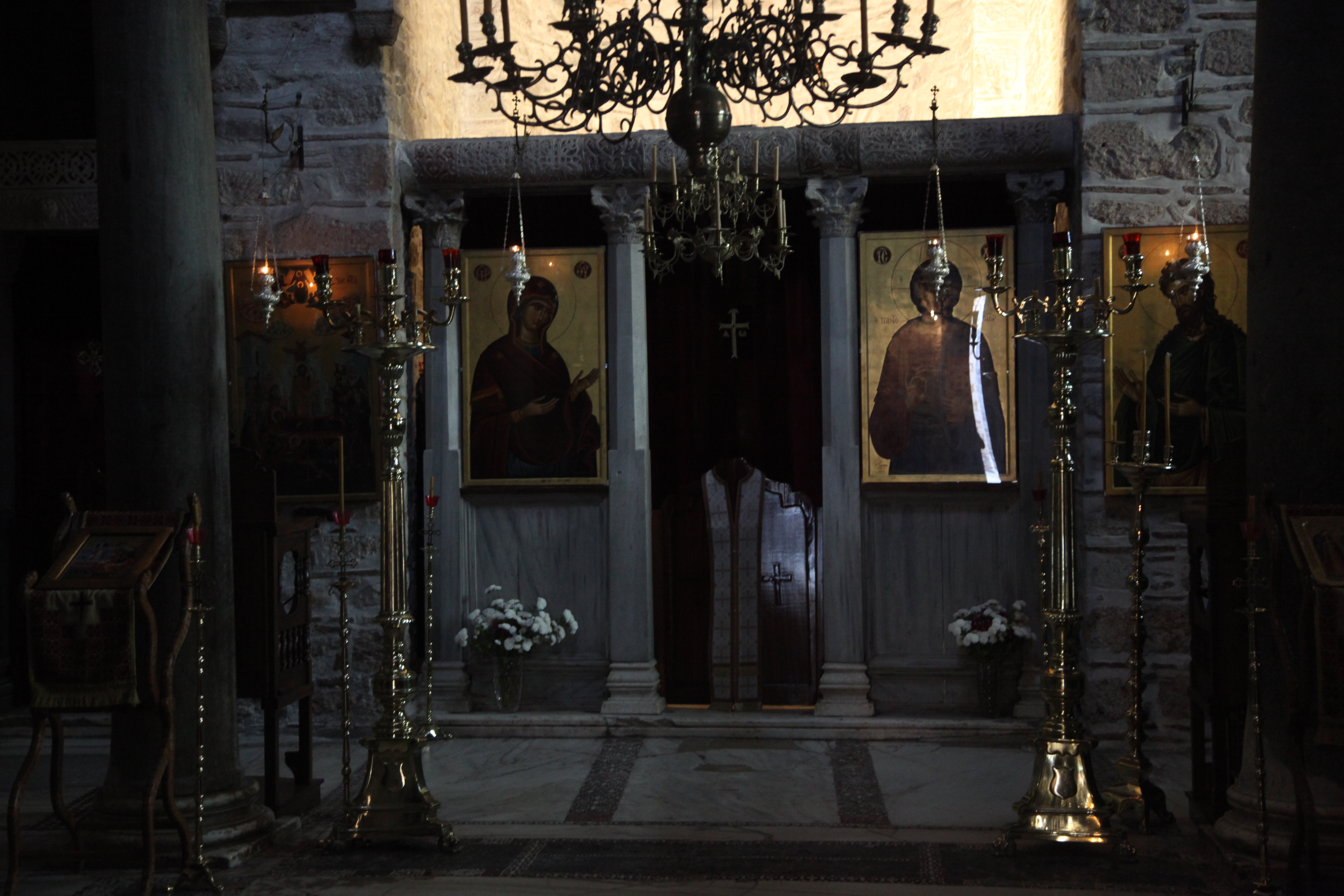